# Völkermord-Gedenktag (Namibia)

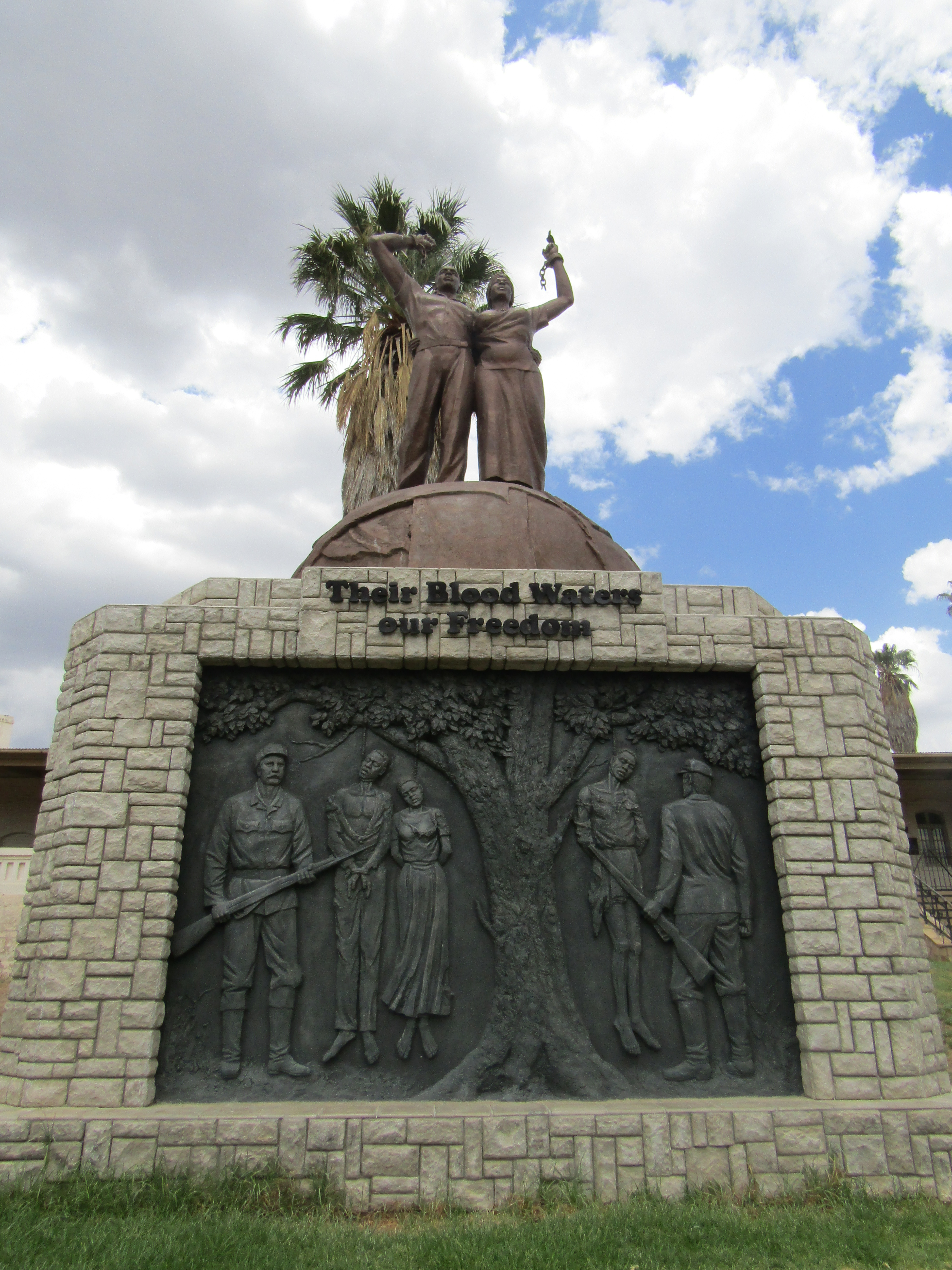
Völkermord-Denkmal in Windhoek

Der Völkermord-Gedenktag (englisch Genocide Remembrance Day) ist ein Feiertag in Namibia. Am 28. Mai 2024 wurde beschlossen, den Tag ab dem 28. Mai 2025 als Feiertag zu begehen. Der Tag erinnert an die Schließung aller Konzentrationslager in Deutsch-Südwestafrika an diesem Tag im Jahr 1908.
Das Datum des festgesetzten Feiertages stieß bei einigen Vertretergruppen der Herero und Nama auf Unverständnis, da der 28. Mai keinerlei Bedeutung habe. Vielmehr sollte der 2. Oktober als Feiertag begangen werden, da an diesem Tag im Jahr 1904 der Vernichtungsbefehl von Lothar von Trotha gegeben wurde.